# ポアロのあと何分あるの?
『ポアロのあと何分あるの？』（ポアロのあとなんぷんあるの）は、2002年11月16日から2016年3月29日まで毎週月曜日の22:00から23:55（JST）まで放送していた、ポアロ（伊福部崇・鷲崎健）がパーソナリティを務めるインターネットラジオ番組。放送局は2007年（平成19年）11月からBBstation。過去にすときゃ!とねとらじでも配信されていた。

## 概要
元々は、2002年（平成14年）5月21日から9月22日までラジオCDとして販売していた番組をネットラジオに移行したものである。同年（平成14年）10月26日予告編、11月9日テスト放送を行い、11月16日から放送開始。
番組名は、『山本麻里安のはにわマイハウス』と『榎本温子のらじお・む〜』で放送されていた箱番組『ポアロのミッドナイトジャパン』第1回放送で、初回にもかかわらず自分たちの自己紹介をしないまま喋っていたところ、チャットで「この番組あと何分あるの？」と発言されたことが由来とされている。
2015年（平成27年）12月28日放送分で2016年（平成28年）3月末での鷲崎の『卒業』と番組終了が発表され、2016年3月29日に番組終了。13年5か月の放送に幕を降ろした。

### 放送時間
開始当時は毎週土曜日深夜25:00から27:00までの放送であったが、パーソナリティの1人である鷲崎健が『A&G 超RADIO SHOW〜アニスパ!〜』に出演するため、この時間帯の放送は2004年（平成16年）3月27日をもって終了し、2004年（平成16年）4月5日から2007年（平成19年）9月まで毎週月曜日の22:00から24:00まで放送となった。その後2007年（平成19年）10月から鷲崎が終電に間に合わないという理由により23:55終了へ変更された。
原則として毎週生放送だが、年末年始や仕事が重なる場合は収録となる。

### 記念企画
- 第100回放送（2004年（平成16年）10月11日）では、通常の倍となる4時間放送を行った。放送時間は、2時間繰り上げの20:00 - 24:00となった。
- 第150回放送（2005年（平成17年）9月26日）では、放送を延長し、番組初期の名場面の音声を再放送した。
- 第200回放送（2006年（平成18年）9月6日）では、ロサンゼルスから生放送を行った。この旅は後にDVD化される。
- 第250回放送[いつ?]では、東京からおよそ250km先にあった浜松まで、吉鶴（後述）へうなぎを調達に向かわせる。ポアロは浜松町で買ってきたうなぎを食べた。
- 第300回放送より、大槻ケンヂに作詞・作曲を発注した「プライドオブアンダーグラウンド」がメインテーマとして使われる予定だったものの、300回放送には間に合わず、数週後から使用された。この回に大槻ケンヂはゲストとして出演している。
- 第350回放送（2009年（平成21年）7月20日）では、350分（5時間50分）放送を実施。その前の回で募集した終了したコーナー宛てのメールが読まれ、またポアロと関係のある人物からのお祝いコメントが放送されるなどし、22:00 - 翌日3:50までの放送となった。
- 第400回放送（2010年（平成22年）7月19日）では、当日の昼に日本青年館で行われた公開録音の模様を放送（なお、この日の夜には同じく日本青年館で「大喜利実力判定考査2010」の決勝が開催されている）。番組の歴史中で印象に残ったフレーズなどを表彰する「アトデミー賞」の授与式、ハチャメチャディベートスペシャル、POAROによるライブ等が行われた。
- 第402回放送（2010年（平成22年）8月2日）では、伊福部の34歳最後の日であり折角なので放送時間を15分延長し8月3日の0時10分まで放送を行い、35歳になりアラサーからアラフォーになる瞬間を配信した。
- 第414回放送（2010年（平成22年）10月25日）では、鷲崎の35歳最後の日であり、402回の伊福部の誕生日と同じく放送時間を15分延長し10月26日の0時15分まで放送を行った
- 第450回放送（2011年（平成23年）7月4日）では、450回オナグランプリを開催。その他、吉田ぽあ郎の新曲二曲と450秒ドラマ三本（一．おおきなかぶ・脚本：伊福部崇　二．メショムの魔法使い「デスタスタディオン・ワーワー」 ・脚本：イギリス超特急　三．ポアロのあと何分あるのまであと何分あるの？・脚本：ミラッキ）が制作、後にコミックマーケットにて450円CDとして発売された。
- 第500回放送（2012年（平成24年）6月25日）では、公開録画と同時にPOARO両名のふるさとである札幌・神戸・東京にてPOAROツアーを行った。それに伴い、札幌ではビッグサプパイズ、神戸ではポエムのコーナー、東京では電波歌など懐かしのコーナーを復活させた。また、500回記念の新曲として当番組のリスナーでもあったRAM RIDERに50万円で曲を依頼し、新曲「Half Of One」を東京のライブにて初披露した。
- 第555回放送（2013年（平成25年）7月29日）ではポアロBBSのコーナー、「ヘミッシロボ・ボケミハチマチ」がラジオドラマ化された。出演者はPOAROと同じアトミックモンキーの関智一・長沢美樹・杉田智和・木村昴等が参加した。ちなみに、音響監督は番組のリスナーであるイギリス超特急が務めた。
- 第600回放送（2014年（平成26年）6月9日）では、「放送600回記念！10万円あげるから面白いフリートークを作って一番面白かった人にはもう10万円あげます企画」と銘打ち、ポアロの知り合いやリスナーから10万円を使ったフリートークを募集してフリートーク大会を行った。優勝は天津向。

## 特徴
- 番組生放送中はIRCでチャットルームを開設していた（以前はポアロの公式サイトにもチャットルームあったが、事情により閉鎖）。番組初期にはインターネットラジオ番組では珍しくFAXも募集していたが、すぐに廃止された。
- トークの時間が週によって違うため、コーナーは人気が低迷しているものから自然消滅で終わることが多い。

## コーナー
ポアロBBS
ポアロBBSという架空の掲示板に書き込む感じで投稿してもらうコーナー。ふつおたではない。特にネタに規制がなく、自由度が高い。番組スタート当初はもとより、ラジオCDからずっと続いている名物コーナーでもある。本コーナーのみで1時間以上放送していたこともあるほか、当コーナーから独立コーナーに格上げされたものも多い。
告知コーナー
ポアロのライブ情報や伊福部・鷲崎の情報を告知している。番組の終了間際に行われる。一時期 ヒムラマンアンテナ に書いてあるポアロ情報を読むだけのコーナーとなっていた時期もあった。
熱闘! 飯塚甲子園
伊福部チームと鷲崎チームに別れ、お題沿ったネタを募集し、面白かったほうが勝利となるコーナー。どちらかが3連敗すると罰ゲームがある。タイトル名の飯塚甲子園はダンカンの長男の名前から採ったものである。
なんてたって! 飯塚甲子園
基本的には熱闘! 飯塚甲子園と変わりはないが、毎週お題に沿った理想のアイドルを募集するコーナー。
ミラッキコーナー
番組構成作家のミラッキがリスナーから送られたメールに活を入れるコーナー。
ミッドナイトヘルパー
番組スタッフ吉鶴が毎週パシリをさせられるコーナー。毎回面白い領収書の宛名を書くのが定番となっている。
シャウト! 鷲崎
ゴリラブーム（後述）が終了宣言後に発表されたコーナー。鷲崎がコーナーに終了後にシャウトしてほしい単語を送ってもらうコーナー。
深夜のプロデュース企画YOTSUYAN
ポアロ売れるプロデュース案を募集するコーナー。投稿数が非常に少なかった。
華麗なる戯言
芸能人の面白発言を紹介するコーナー。そこから行列の出来るポアロ裁判所がスタートした。
ポアロ国勢調査
様々なことを数値化して送ってもらうコーナー。バナナマン日村のネタが流行した。
行列のできるポアロ裁判所
ドリカムの元メンバー、西川隆宏の裁判で検察官が「覚せい剤を使うことで、あなたの未来予想図は叶いましたか？」という質問をしており、それと似た感じで面白いものを送ってもらうコーナー。
進め! 電波コール
ポアロの曲にアイドルみたいなコールをつけるコーナー。このコーナーは元々とあるネットラジオ番組にポアロがゲスト出演した際にパーソナリティに「ポアロのライブでアイドルみたいなコールをしたい」と言ったことがきっかけで始まったコーナーである。
朝まで生ポア論
毎週ある一つの議題に対し伊福部・鷲崎のどちらか意見が正しいかをリスナーに送ってもらうコーナー。面白いPNが送られると追加ポイントがあった。このコーナーでの「ダウンタウンの魅力がより引き出されているのはガキかごっつか」という議題は、ポアロのラジオ番組の中では異例の真面目な討論が展開された。
BANDAGEのバンドやろうや!
謎のビジュアル系バンドBANDAGEの様々なことを募集し、最終的には儲けようというコーナー。このコーナーは箱番組というくくりでやっていた。コーナー内で2曲が完成したが、いずれもCD化には至っていない。一度だけライブもした。
学校であった怖い話
学校であった怖い話を募集するコーナーだが、いわゆる学校であったイジメ体験を送ってもらうコーナー。夏季限定のコーナーだった。
ラジオ! まくりまくり
リスナーがまくっていることを募集するコーナー。どんどんと脱線してしまい短命で終了する。
スタジオジャパン
架空のテーマパークを送ってもらうコーナー。
吉鶴SE道場
使えそうなSEを番組スタッフ吉鶴が体を張って作るコーナー。
レビュー・ザ・USO800
ポアロの2ndアルバムUSO800の嘘感想を送ってもらうコーナー。
吉鶴弱はぐれ事件
番組スタッフ吉鶴のリアクションを音声認識ソフトで読み込み楽しむコーナー。タイトル名の「弱はぐれ事件」はコーナー第1回時に音声認識ソフトが認識した言葉。
CM製作委員会
番組の放送に一時協力したサイバーガジェットのCMを製作するコーナー。
談志に怒られよう!
立川談志が怒りそうなことを立川談志に成り代わって怒るコーナー。どんどん脱線し様々な人や物に成り代わって怒るコーナーになった。
暫定コーナーのコーナー
いまいち人気コーナーが出来なかった時代に自然と作られたコーナー。以下がコーナーのリスト。
こんなメールのコーナー
ポアロが「こんなメールだな」と思うメールを送ってもらうコーナー。
ラジオまさかまさか劇場
オチにまさかまさかという単語を使ったネタを送ってもらうコーナー。
物の気持ち
物の気持ちを送ってもらうコーナー。
痛快! キャビネッ太くん
番組に協力しているキャビネットのイメージキャラクターキャビネッ太くんでのビジネス戦略や新グッズ提案などを募集するコーナー。最終的にはポアロやスタッフでアイコラをするコーナーに変貌した。
復活! 電波歌
電波歌を募集するコーナー。
ドラクエ知識のコーナー
番組構成作家のミラッキが『ドラクエ』の知識を教えてくれるコーナー。元々はミラッキが「復活! 電波歌」のコーナーで「ドラゴンクエストマーチ」の電波歌を熱唱したところ、話の流れで何かドラクエに関することを言うと何か言い返してくれることが面白かったのでコーナー化。そのため「復活!電波歌」のコーナー中に行っていた。まともに教えてくれなくなったので終了した。
オナの国から
自分の自慰体験を北の国からのテーマソングにのって紹介するコーナー。のちに一週間にどれだけ自慰が出来るかを争うなどの企画に発展。
鷲崎健のアゴまして
いやなことがあったリスナーに対して、鷲崎がアゴを使って励ます「アゴまし」を行うコーナー。
復活!電波コール
3rdアルバムの発売を記念して出来た電波コールの復活版。特に変わった点はない。
フレッシュ! 奇面組!
いろいろなものを『奇面組』の名前にするコーナー。
作家駄洒落コーナー
主に著名な作家を使って駄洒落を考えるコーナー。エンディングトーク中に流行ってしまったためコーナー化となった。コーナー終了後には駄洒落はつまんないものと決め付けてはいけないという内容のお願いをポアロが読み上げるのも恒例となっていた。毎回NGワードが設定されているが、NGワードを投稿しても罰則はない。鷲崎が投稿を読み、伊福部はその投稿が面白かった分だけ猫の鳴き声を鳴らす。単位は「ニャー」で、ネコの鳴き声が多いと「猫屋敷」になる。
以下はお題リスト（）はそのときのタイトル名
第1回：ねじめ正一（ネジってハニー）
第2回：三島由紀夫（ミシってハニー）
第3回：太宰治（ダザってハニー）
第4回：武者小路実篤（ムシャってハニー）
第4回目からは作者の作品名やエピソードも駄洒落の対象になった
第5回：国木田独歩（国木田独歩のスターどっぽりマル秘報告）
第6回：種田山頭火（山頭火が街にやってくる）
第7回：エドガー・アラン・ポー（デュパン三世）
ななめ75度
ちょっと違う視点でいろいろな名前を送ってもらうコーナー。
ポアロブログ
ブログに書きそうなことをメールで送ってもらうコーナー。気になる投稿にはトラックバックをしてもらっている。コーナー末期は特定の投稿者の投稿を紹介するだけコーナーとなっていた。
ビックサプパイズ
エロい気持ちもないのにもかかわらず偶然にも見てしまった女の子おっぱいを投稿するコーナー。伊福部扮するピクちゃんがどれだけ興奮したかを5段階で評価する。投稿数は少ないが伊福部が扮するピクちゃんの人気はかなりのものだといわれていた。ピクちゃんの声が若干長州小力に似ているが11月21日の放送で普通にしゃべれることが発覚する。鷲崎は「非常にからみにくいキャラクター」と発言している。
評価一覧 （ ）内は駄洒落の元ネタ
第1段階：ピクルス（ピクルス）
第2段階：ピッくり腰（ぎっくり腰）
第3段階：ツインピークス（ツインピークス）
第4段階：ウンピク王（薀蓄王）
第5段階：ピクに連太郎（三國連太郎）

レボフュージョン
様々な芸能人とあわせて面白いものにするコーナー。コーナー名「○○・○○・レボフュージョン」（○○は芸能人の苗字か名前）となる。お題に出される芸能人はすべてしりとりとなっている。現在は「談志→志村→ラモス」となっている。2005年（平成17年）12月5日の放送ではムツゴロウさんと何かをあわせる投稿を紹介した。
歌う告知コーナー・歌わない告知コーナー
ポアロのからお知らせを紹介するコーナー。歌わない告知コーナーは主に最新情報と重要なお知らせを中心に真面目に告知している。歌う告知コーナーは伊福部・鷲崎のソロ情報とマンスリーライブの情報を中心に、毎週様々なアーティスト風の演奏をしながらその名のとおり歌って告知をしている。
コーナー終盤になると伊福部の無茶なフリに対し、番組スタッフの日比野がそのことについて歌うという形となっていた。日比野が不在の際は八木たかおのザ・ニュータイプナイトの当時ディレクターを担当していた青山がやっていた。すべての告知と日比野または青山の歌が終わると「♪これからもポアロをよろしくね!」と歌ってコーナーを締める。
吉鶴恋愛相談コーナー
リスナーからの恋愛の悩みを送ってもらい、恋愛博士吉鶴が解決するコーナー。だが吉鶴の恋愛観がおかしいのでそれを楽しむのが本来の目的。毎回様々な人物に成り代わって相談に応じるのだが、すぐにキャラを捨ててしまうのもある意味特徴である。
成り切った人物一覧
第1回：細木数子
第2回：江原啓之
第3回：みのもんた
第4回：大島渚
第5回：木の実ナナ
今週の西遊記
ドラマ西遊記の内容を教えてもらうコーナー。一度もやっていない。
考えない人のコーナー
リスナーが送ったコーナー名をミラッキが内容を考えるというメールテーマで生まれたコーナー。内容はリスナーから空のメールを送ってもらうコーナー。紹介のしようがないのと資源の無駄遣いになるという理由で即日終了となった。
多湖輝の頭の引きこもり
世の中の頭の体操ブームで始まったコーナー。普通の頭の体操と違い、かなりひねくれたシュールな答えにしないといけない。ニャーシステムを採用している（作家駄洒落コーナー参照）。リスナーが送ったメールに伊福部が回答するコーナーであるが、伊福部の回答がリスナーの回答を上回ってしまうことが多かった。
糞モラ体験
青春時代にやってしまった糞漏らし体験を送ってもらうコーナー。年代は中学生以上で自分のことではなく他人という名の自分で投稿しないといけない。伊福部が毎回違うキャラクターになりきってリスナーのメールを評価する。伊福部のキャラクターや体験談を送るなどの点がビックサプパイズに似ている。
伊福部が成り切ったキャラクター
第1回：ケラリーノ・サンドロヴィッチ
第2回：山口もえ
第3回 - ：山口もえ（伊福部の山口もえのモノマネが意外と評判が良かったため固定される。この回からは鷲崎がラモス瑠偉になりきることになった）
もじもじ暗号ルズ
様々な名言・名文をバラバラにし新しい文章にするコーナー（いわゆるアナグラム）。非常に難度の高いコーナーであったが人気があった。しかし投稿数が少ないために終了となった。元は、大喜利修学旅行内で伊福部が買ってきた文字ブロックの並べ替えで文章を作るという遊びから始まったものである。なお、この模様はポアロと行く大喜利修学旅行2006に収録されている）。
吉鶴謝罪インタビュー
番組スタッフ吉鶴が2006年（平成18年）7月10日の放送で「200回目の放送は海外でやる」という内容を生放送中に言ってしまう大失態を犯し、その日の生放送終了後のPodcast収録中にポアロの話術で放送局の「すときゃ!」のパーソナリティーやポアロと親しい人物に謝って許可をもらったら一緒に海外に行ってもいいということで始まったコーナー。毎回吉鶴が様々な場所に出向き謝罪をしたが、結局このことでは海外に行けるか決めないことになり、2006年（平成18年）9月4日の放送で海外を行くか否かを判断することになった。どうやって判断するかをあえて隠しそうとしたにもかかわらずまたも吉鶴が「5番勝負で決める」と生放送中に言ってしまう。
謝罪に行った人たち
第1回：ロード・オブ・ザ・プレジデント パーソナリティー工藤あずさ・秋葉裕之（ポアロとの関係はほぼ皆無であったため一番謝罪がつらかったとのこと）
第2回：はばラヂ パーソナリティー今俊郎・二宮圭美（当時）（番組スタッフであるミラッキ（当時）が構成をしているため、謝罪の音声を聞いたポアロは「ただのミラッキショー」と発言。吉鶴も謝罪がしやすかったという）
第3回：榎本温子（吉鶴が放送業界にいたころに起こしたプリンに関連した事件を暴露される）
第4回：おたっきぃ佐々木（都合がつかなかったため、生放送中に謝罪。パンツを切り刻んだら許すと言われパンツを切り刻まれる）
第5回：斉藤K（吉鶴曰く恩師の人だったため過去のことについて、延々と説教される。ブッキングの電話でも説教される）
第6回：吉鶴君のバイト先の先輩
第7回：ポアロの知人であり番組にもときどき出演している「ボールペン工場入社」
田島貴男のカットイン朝!
伊福部が明日の神話除幕特番を見たときに、田島貴男が他のゲストのトークに執拗なまでに割り込んだことを話したことから、番組スタッフのミラッキがコーナー化した。内容は田島貴男がしそうな話の割り込みを送ってもらうコーナー。
金萬福で言ってみよう!
ポアロの二人に金萬福風のモノマネで言ってもらう言葉を募集するコーナー。2006年（平成18年）9月25日の放送で突如やった金萬福モノマネからコーナー化になったがポアロBBSに吸収されている。
○○の△△△に××を呼ぼう!
別名・パーティーのコーナー。様々な芸能人の人脈や物を使い目標の芸能人につなげるコーナー。ぴったり10人（個）でつなげないといけない。ポアロ曰く一押しのコーナーにもかかわらずメールの数が非常に少ない。コーナー最後は何かと理由をつけて最終回宣言をし、新コーナーとして新しいお題を発表するという形をとっている。第2回目から繋げやすいと思われる芸能人やモノをNGワードとして設定している。NGワードを使ってつなげてはいけない。第15回目ではポアロのトークによって、その回に何ら関係のないワンダフル関係者がNGワードになり、しかも原千晶のみOKということになり、翌週ほとんどの投稿に原千晶を織り交ぜられていた。そのことがきっかけで第16回目以降は絶対に通さないといけないものを指定している。また、お題も回を重ねるにつれ難度が高くなっており、それと同時にフォーマットが崩れている（無茶苦茶な理由をつけて関連性を持たせるなど）。末期は、投稿を紹介するのではなくただコーナーを終了させて新しいお題を出すという「コーナーを紹介するコーナー」となっていた。理由はポアロBBSにてこのコーナーの紹介ネタが流行していたためである。
第1回：陽水のパーティーに原坊を呼ぼう!
第2回：西田ひかるの誕生パーティーにヤクルトの土橋を呼ぼう!
NGワード：古田敦也
第3回：篠原ともえのパーティーに中村獅童を呼ぼう!
NGワード：篠原涼子
第4回：ニッキの打ち上げにヒガシを呼ぼう!
NGワード：植草克秀
第5回：押尾学のライブにミック・ジャガーを呼ぼう!
NGワード：矢野顕子
第6回：長渕剛のドラマに桑田佳祐を呼ぼう!
NGワード：原由子
第7回：ドリカムのリリースパーティに元ドリカムのキーボードを呼ぼう!
NGワード：槇原敬之
第8回：寺尾聰がいそうなバーに相撲の寺尾を呼ぼう!
NGワード：ルビー
第9回：ストロングマシーンの祝賀会に平田を呼ぼう!
NGワード：藤波辰巳
第10回：サスケの応援演説にデルフィンを呼ぼう!
NGワード：新崎人生・ルビー
第11回：とんねるずの番組に電気グルーヴを呼ぼう!
NGワード：秋元康・ルビー
第12回：花田勝のちゃんこ屋に貴乃花親方を呼ぼう!
NGワード：花田景子・八木亜希子・ルビー
第13回：淡谷のり子のパーティーに清水アキラを呼ぼう!
NGワード：コロッケ・栗田貫一・ビジーフォー・ルビー
第14回：アグネス・チャンのパーティーに林真理子を呼ぼう!
NGワード：アグネス・ラム・ルビー
第15回：洋画家和田義彦さんの展覧会にイタリア人画家アルベルト・スギ氏を呼ぼう!
NGワード：リミキサー・ルビー・ワンダフル関係者（原千晶のみOK）
第16回：ラモスのサッカー教室に城を呼ぼう!
NGワード：サッカーカレー・ルビー
入れないといけないワード：木内美穂
第17回：加勢大周のホームパーティーに新加勢大周を呼ぼう!
NGワード：加瀬邦彦・ルビー
入れないといけないワード：仮性包茎
第18回：ダイエットしている人の家にヨネスケを呼ぼう!（ポアロ曰く事実上新コーナーらしい）
NGワード：しゃもじ・ルビー
入れないといけないワード：岸部シロー
第19回：田村正和と緒形拳の芝居がかみ合うように役者を10人はさもう!
NGワード：山﨑努・ルビー
入れないといけないワード：巨人の緒方
第20回：ユン・ピョウは本当に強いのか?松村さんを使って確かめよう!
NGワード：松本明子・ルビー
入れないといけないワード：石丸博也
第21回：ベンチがアホやから野球が出来なくなったエモやんにもう一度野球をやらせよう!
NGワード：カネやん・ルビー
入れないといけないワード：頭がいいベンチ
第22回：エロ本に後ろに載っている大金持ちになったアイツからお金を貰おう!（この回のみスタートが自分自身からスタートする）
NGワード：インチキストーンのコーナー・ルビー
入れないといけないワード：ぢたま(某)
第23回：おそ松から10人はさんでトド松を呼ぼう!（1通も来なかった）
NGワード：ジュウシマツ・ルビー
入れないといけないワード：から松
第24回：今、話題のハンカチ王子からネピア大臣を呼ぼう!
NGワード：ウォシュレット警部・ルビー
入れないといけないワード：王選手
第25回：辻ちゃんが大活躍するハロプロのコンサートに辻仁成ちゃんを呼ぼう!
NGワード：あなた自身でお察しください・ルビー
入れないといけないワード：司馬遼太郎の功名が辻
第26回：亀田三兄弟のボクシングの試合にホイ三兄弟（マイケル・ホイ リッキー・ホイ サミュエル・ホイ）を呼ぼう!!
NGワード：やくみつる・ルビー
入れないといけないワード：ランダエタ三兄弟
第27回：安倍総理の閣僚会議に阿部定を呼ぼう!
NGワード：チンコ・ルビー
入れないといけないワード：渡辺貞夫
第28回：あがた森魚のコンサートにホルスタイン・モリ夫を呼ぼう!
NGワード：山崎邦正・ルビー
入れないといけないワード：世界のヘイポー
第29回：シャラポワの試合にちゃらんぽらんな奴を呼ぼう!
NGワード：付け乳首・ルビー
入れないといけないワード：生真面目な奴
第30回：槇原敬之のPVを松本零士のアニメにしよう!
NGワード：ローリー寺西・ルビー
入れないといけないワード：内村光良が「やるやら」で演じた「ドンナトキモ槇原」
第31回：山本モナと細野晴臣をキスさせよう!
NGワード：モナカ・ルビー
入れないといけないワード：山本昌
○○の△△△に××を呼ぼう!
前述のコーナーの復活版。
第1回：広井王子の部屋にAKBを呼ぼう！
NGワード：横山智佐、ルビー
入れないといけないワード：グラサン
第2回：木村佳乃にでんぐり返しさせよう！
NGワード：森光子、ルビー
入れないといけないワード：ニッキもしくはシェフ
第3回：中村うさぎにミッフィーを訴えさせよう！
NGワード：整形手術、カード破産、風俗、ルビー
入れないといけないワード：ラビット関根、古屋兎丸、プレイメイツ
第4回：福嗣君の結婚式でギレンに演説してもらおう！
NGワード：連邦軍、ハヤト・コバヤシ、ルビー
入れないといけないワード：三冠王
第5回：Apple Computerの社長スティーブ・ジョブズをビートルズのメンバーに加えよう！
NGワード：マーク・チャップマン、オノ・ヨーコ、ルビー
入れないといけないワード：ミカンもしくはミカンスター
入れても入れなくてもいいワード：ショーン・レノン
第6回：蟹江敬三も怪我させよう！
NGワード：蟹江ぎん、成田きん、100歳以上の人、ルビー
入れないといけないワード：中西圭三
入れても入れなくてもいいワード：米倉涼子、佐藤江梨子ほか、海老蔵が過去付き合っていたと報道されていた女性タレント
第7回：キムタクをネジにしよう！
NGワード：カンパネルラ、カンパネジラ、ルビー
入れないといけないワード：777
入れても入れなくてもいいワード：777以外の数字
第8回：蒸気船ウィリーの乗船賃を400円値上げしよう！
NGワード：ミッキーマウス、ルビー
入れないといけないワード：ウィリー・ウィリアムス
入れても入れなくてもいいワード：ミニー
ミッキーが入れた人：ミニー
第9回：水嶋ヒロが捨てた2000万円を大貫さんに拾わせよう！
NGワード：1億円、ルビー
見つけないといけないワード：小野田さん、横井さん
捨てても捨てなくてもいいもの：3万円
水嶋ヒロが捨てないもの：絢香
第10回：大桃美代子と麻木久仁子が同一人物であることを証明して山路さんを助けよう！
NGワード：宮路社長、ルビー
入れないといけないワード：文珍博士、矢崎滋博士、アインシュタイン博士のうち一人。ただし矢崎滋博士を入れる場合は前後をお母さんとお母さんで繋げる。
二人と同一人物かもしれないので入れても入れなくてもいい人：東ちづる
山路さんが入れた人：大桃美代子と麻木久仁子
第11回：弘道おにいさんをリングに上げよう！
NGワード：戸愚呂お兄さん、スチャダラお兄さん、松沼お兄さん、アニー、猪木、馬場、ブラック・タイガー、海老、ルビー
入れないといけないワード：伊達杏子、伊達公子、クルムのうちの一人
コーンスープに必ず入れるべきもの：クルトン
入れても入れなくてもいいワード：弘道お父さん、弘道お母さん。ただしこの2人を入れる場合、弘道おにいさんができなくなってしまうので必ず繋げる。
第12回：リングに上がった弘道おにいさんにタイガースープレックスを決めてもらおう！
NGワード：聖☆おにいさん、聖☆おじさん、スチャダラお兄さん、松沼お兄さん、アニー、猪木、馬場、ブラックタイガー、海老、怪我をした蟹江敬三、ルビー
入れないといけないワード：ファイヤープロレスリングをはじめとするヒューマンの名作ゲーム
ランドセルに入れなければいけない教科書：日によって違う
入れても入れなくてもいいワード：スープレックス恐竜物語
スピードワゴン井戸田が入れた人：安達祐実
なお、黒田アーサーが安達祐実に入れたかどうかはわからないので入れても入れなくてもよい
第13回：鬼束ちひろの元彼にも豆をぶつけよう！
NGワード：鬼、聖☆おにさん、スチャダラおに、松沼おに、オニー、鬼木、馬場、ブラックタイガー、海老、鬼に殴られた蟹江敬三、オニキス、ルビー
鬼田まさしのおにぼけ課長、おにあげ君、オニちゃん、オニテン君で一番何が好きかはアンケートを取る。
入れないといけないワード：月光、ランナー、大きなオニオンの下で
豆をぶつける時ねらってはいけない場所：目
入れても入れなくてもいいワード：GTO鬼塚先生
反町隆史が入れた人：松嶋菜々子
なお、広末涼子が反町隆史の恵方巻をくわえたかどうかは知らないので10人に加えても加えなくてもよい
第14回：板野友美をサーカスに入れよう！
NGワード：Dear J、8時だJ、マクロスJ、J・おぼえていますから、リン・ミンジェイ、怪我をした蟹江J三、怪我をさせた杉作J太郎、闘病中のマイケル・J・フォックス、ルビー
入れないといけないワード：団長、クロちゃん、ZOU
サーカスを見るときに必ず払わなければいけないもの：お金
サーカスの中に入れても入れなくてもいい物：熊
なお、件のAKBのメンバーに広井王子が入れたかどうかは知らないので広井王子を入れるかどうかは勝手にする。
第15回：今は団子屋をやっている輪島に八百長を持ちかけよう！
NGワード：だんご三兄弟、ポッキー四姉妹、松沼五兄弟、ウルトラ六兄弟、スチャダラ七兄弟の兄、怪我をした蟹江敬八、坂本九、ルビー
入れないといけないワード：10ヤードファイトをはじめとするアイレムの名作ゲーム
お勧めのダンゴ：日によって違う
入れても入れなくてもいいワード：曙
曙が入れた人：相原勇
なお、速水けんたろうが茂森あゆみに入れたかどうかは知らないので入れるかどうか勝手にする
第16回：WANDSの松本にもグラミー賞をあげよう！
NGワード：L⇔Rの松本、FIELD OF VIEWの松本、大黒摩季の松本、DEENの全員、松本兄、小松本未歩、ZARDこと蟹江敬三、ルビー
入れないといけないワード：稲葉引越センター、マツモト物置、ダンプ稲葉、マツモウアーのうち一つ
困った時に相談する人：グラミー賞級の親友
入れても入れなくてもいいワード：赤道の小町エンジェル
布袋寅泰が入れた人：山下久美子※今井美樹・高岡早紀にも
入れてもいいワード：BOØWYの松本
第17回：上野動物園にサービスパンダを呼ぼう！
NGワード：邪悪なお兄さんこと海砂利水魚、不発の核弾頭こと爆笑問題、核弾頭で怪我をした蟹江敬三、ルビー
タモリがかけているもの：サングラス
入れないといけないワード：くらげライダー
入れても入れなくてもいいワード：ヒロミ、コアラ、
ヒロミが入れた人：松本伊代
コアラが入れた人：三原じゅん子
なお、TIMを入れた場合は正確なキャッチフレーズを教える。
第18回：横山智佐も東京マラソンで走らせよう！
NGワード：亀田興毅、亀田大毅、亀田三兄弟、ランダエダ三兄弟、ポッキー四姉妹、ウルトラ五兄弟、おそ松六兄弟、石原良純、舘ひろし、猫ひろし、猫に引っかかれた蟹江敬三、ルビー
入れないといけないワード：レッドカンパニーが絡んだ名作
走っている時かくもの：汗
入れても入れなくてもいいワード：国分太一、古田敦也
国分太一が入れた人：aiko
古田敦也が入れた人：中井美穂
なお、えのんを入れる場合どこに隠れているかと難しさを教える。
第19回：ザンダクロスで衣笠を倒そう！
NGワード：広島東洋カープ、鯉、蟹、蟹江敬三、茹で蟹江敬三、甲羅の割れた蟹江敬三、ワケあり蟹江敬三（3割引）、割れ煎餅（4割引）、傷一つ無いルビー（5カラット）
入れないといけないワード：大山のぶ代が得意とする名作ゲーム
ドラえもんが好きなもの：ドラ焼き
入れても入れなくてもいいワード：千秋、加藤浩次
遠藤さんが入れた人：千秋
加藤浩次が入れた人：香織ちゃんこと奥さん
なお、山本さんが合意の上で入れたかどうかは知らない。
入れるイメージが無い人：萩本欽一
第20回：卒業する坂本金八をダスティン・ホフマンに奪ってもらおう！
NGワード：蛍の光、仰げば尊し、贈る言葉、暮れなずむ蟹江敬三、光の蟹江敬三、影の蟹江敬三、愛する蟹江敬三、あなたの蟹江敬三、贈るルビー
入れないといけないワード：教師びんびん物語、トシちゃんフニャフニャ物語、榎本深刻物語、ペレびんびん物語
「在校生起立」の号令で立つ人：在校生
入れても入れなくてもいいワード：近藤真彦、三原じゅん子
近藤真彦が入れた人：中森明菜
コアラが入れた人：三原じゅん子
なお、上戸彩にEXILEの人が入れたかどうかは知らない
第21回：雪舟先生に涙で床にスラムダンクを書いてもらおう！
NGワード：君が好きだと叫びたい、世界が終るまでは…、WANDSの松本、大黒摩季の松本、MANISHの松本、DEENの全員、ZARDこと蟹江敬三、前歯の折れた蟹江敬三、バスケをしたい蟹江敬三、リハビリ中の桜木花道、ルビー
入れないといけないワード：千堂あきほ、魚住りえ、池上彰、福田明日香、植草教授、コシノジュンコ、あいだみつおの陵南メンバーのうちの一人
スリーポイントシュートを決めた時入るもの：3点
入れても入れなくてもいいワード：冨樫義博
冨樫義博が入れた人：武内直子
なお、島袋光年が刑務所に入れられたかどうかは知らないので、入れるかどうかは勝手にする
第22回：ヒルナンデス!のメンバーでもう一度ナトゥを撮ろう！
NGワード：ウッチャンナンチャンの内村さん、ウッチャンナンチャンの南原さん、K2の勝俣さん、K2の蟹江さん、蟹江K2、R2-D2、C-3PO、ライトセイバーで斬られた蟹江敬三、ルビー
入れないといけないワード：キャプテン翼のフェルナンデスをはじめとする有名フェルナンデス
ナトゥのパロディ元となった映画：ムトゥ
入れても入れなくてもいいワード：天野ひろゆき、濱口優
天野ひろゆきが入れた人：大坪千夏
濱口優が入れた人：小倉優子
なお大竹一樹は中村仁美にしか入れないので10人に入れてはならない。
第23回：プリティ一茂も選挙で当選させよう！
NGワード：プリティ三奈、プリティ福嗣、プリティ記念館、落合信子に殴られた蟹江敬三、山本昌のラジコンに轢かれた蟹江敬三、落合博満に殴られた落合福嗣、蟹江記念館、落合記念館に飾られたルビー
入れないといけないワード：星新一、花形役者、サモンナイト3、ヴァンヘイレンの巨人の星のメンバーのうちの一人
カラメルを使っているもの：プリン
入れても入れなくてもいいワード：二岡智宏、元木大介
二岡智宏が入れた人：山本モナ
元木大介が入れた人：大神いずみ
なお、定岡正二が男性に入れたり入れられたりしたかは本当かどうかは知らないので、入れるかどうかは勝手にする。
芸能人のNGワード（通称インタビューのコーナー）
パーティーのコーナーを書いていた作家が芸能リポーターになったことから出来たコーナー。
リズムのコーナー
インタビューのコーナーの後継作品。宮部みゆきによって浄化されたあいつが芸能人を紹介するコーナー。
名探偵ポヨンチョポンポンの事件簿
架空キャラクター「名探偵ポヨンチョポンポン」のストーリーを募集するコーナー。ネントロンチャ・シティーに住むポヨンチョの元に舞い込む怪事件を友人のガルンチョルンルンや怪人サロンゾバイバイなどの協力によって解決していくストーリーを送ってもらい、最後に名シーンをオチとしてつける。ポヨンチョポンポンにはアナルデパンパンという妹がいる。ストーリーに登場させる人物の名前には意味がない名前をつけることがルールとなっている（アナルデを除く）。2006年（平成18年）12月18日の放送をもって終了となった（元々は12月11日に終了する予定だったが、ポヨンチョポンポンの最終回のストーリーを募集するということになり18日で終了となった）。理由は、ポアロブログ同様とある投稿者の独擅場となってしまったためである。その後も単独のコーナーではないものの、ポアロBBS内で読まれた。
メショムの魔法使い デスタスタディオン・ワーワー
実質チョップソンの後続である。とてもベロベロバンバンである。
ポロッペ少年 フーフーモコピャー翼
デスタスタディオン・ワーワーに続く作品。元は伊福部がコミケの打ち上げに行った際、からておどり等のポヨンチョポンポン話について行けず考案した作品。
ヘミッシロボ・ボケミハチマチ
フーフーモコピャー翼の後続作品。
ザ・編集後記
ポアロのトークから発展しコーナー化。大きな書店にもなさそうな専門雑誌の編集後記っぽいものを書いてもらうコーナー。
エロ妖怪図鑑
エロい妖怪を募集するコーナー。
ポアロ裁判所
松本零士が槇原敬之を訴えた銀河鉄道999裁判のことをポアロが話した際にできたコーナー。著作権に関する架空の裁判の記録を募集するコーナー。以前にあった「行列の出来るポアロ裁判所」とは違ったものになっている。
ネタばれ主題歌
アニメの主題歌にネタばれの歌詞を密かに入れて替え歌にし、送ってもらうコーナー。
テクニカルポケットジョーク
専門分野にしか通じない、テクニカルタームを使ったジョークを募集するコーナー。
ポアロのすべらない話
ポアロが過去にラジオで話したことを改めてして、その話がすべらない話になるのかを検証するコーナー。リスナーからはポアロが過去に話した話を送ってもらう。
宇宙ポルノ
記念すべきポルノシリーズ第1弾、宇宙の関連した言葉を入れた短いエロい文章を送ってもらうコーナー。コーナー中に非常に深いエコーを入れて紹介する。鷲崎がネタの採点をする単位は「光年」。
ジャングルポルノ
ポルノシリーズ第2弾、ジャングルにまつわる単語を使ったエロい文章を送ってもらうコーナー。評価の単位は「リットル」で評価される。
大江戸ポルノ
ポルノシリーズ第3弾、大江戸にまつわる単語を使ったエロい文章を送ってもらうコーナー。評価の単位は「両」で評価される。
ガンダムポルノ
ポルノシリーズ番外編、佐藤有世が代理パーソナリティーになったときに行われたガンダムにまつわる単語を使ってエロい文章を送ってもらうコーナー。
脊髄恋愛相談
リスナーの恋愛相談にのるコーナー。伊福部扮する脊髄君がすべてが理想の展開になるような恋愛相談をし、次に伊福部が普通に恋愛相談をする。
食材三品目法特別対策委員会
ポアロが始めた法案、自ら決められた食材3品しか食べてはいけない「食材三品目法」（通称：食三法、詳細は後述）に対する、新しいルールの提示や国への質問などをしてもらうコーナー。
野球ポルノ
ポルノシリーズ第4弾。野球に関する単語を含めたエロい文章を送ってもらうコーナー。評価の単位は打席結果で表現されるが、やたらと「チップ」と評価することが多い。
スーパーポルノ大戦
ポルノシリーズ第5弾（野球ポルノと同時スタートのため第4弾とも捉えられるが、元々は野球ポルノ後にトークから派生して誕生したコーナーのため、第5弾と表記する）。ロボットアニメのキャラクターを使ってエロい文章を送ってもらうコーナー。評価の単位は「ダメージ」。
中華ポルノ
ポルノシリーズ第6弾。中華料理などの言葉を使ったエロい文章を送ってもらうコーナー。
お寿司ポルノ
ポルノシリーズ第7弾。お寿司などの言葉を使ったエロい文章を送ってもらうコーナー。評価はメニューによって決められる。
ポアロとオーケンのあと何週ひっぱるの?
番組放送300回記念の新テーマソング「プライドオブアンダーグラウンド」を作詞作曲した大槻ケンヂとポアロの対談コーナー。録音放送を細切れにし、「プライドオブアンダーグラウンド」が完成するまでの間、数週に分けて流した。
あと何分あるの?新テーマ完成への道
番組新オープニング曲の制作状況報告するコーナー。末期になると、「レビュー・ザ・USO800」のように、新オープニング曲を聴いたことがあるリスナーから感想を貰うというコーナーになった。
復活!復活!電波歌
トークの勢いで、ある投稿者に電波歌を送ってもらうように言ったところ本当に送られ、ためしに歌ったら面白かったので復活したコーナー。基本的に電波歌を送ってもらうコーナー。
オリンピックポルノ
ポルノシリーズ第8弾。オリンピックにまつわる言葉やオリンピックに関する人物を使ってエロい文章を送ってもらうコーナー。
訃報だ!イエー!
リスナーから嘘訃報を送ってもらうコーナー。
あと何分あるの?新テーマ分回収への道
番組新オープニング曲の制作費を回収するために結成されたフォークユニット、「吉田ぽあ郎」(命名は関智一）に歌ってほしい歌や、アイデアなどをリスナーから募集するコーナー。コミックマーケットでCD発売、2008年（平成20年）の大晦日にカウントダウンライブを決行した。
電話でフレキシブルクイズ
2008年（平成20年）9月15日放送分で適当に募集したところ、リスナーからメールが来てしまったため始まったコーナー。ポアロから出される理不尽なクイズにリスナーが挑戦する。1問正解するごとにたまなびステッカー、全問正解すると5000円分の図書カードが貰えるらしいが、1問でも不正解になるともらえない、など、ルール自体がフレキシブルなコーナー。
ポエムのコーナー
前述の「あと何分あるの?新テーマ分回収への道」にて、歌ってほしい歌やアイデアなどを募集したところ、自作の歌詞を送ったリスナーがおり、それをポアロが面白がったことから作られたコーナー。リスナーからポエムを送ってもらっている。
クソ落語
普通の落語ではありえないような浅いオチを落語風に書いて送ってもらうコーナー。あくまで「クソみたいな落語」であり、「出来の悪い小話」とは区別される。
星1つレビュー
Amazon.co.jpなどに掲載されるような、星1つの評価が付いたレビューを紹介するコーナー。だが、レビュアーの評価しているポイントはことごとく的外れなものである。
豪腕配達人チョップソンの旅
名探偵ポヨンチョポンポンの事件簿の後続コーナー。ポアロBBSで大流行してしまった影響で独立化した。配達によって敵を倒す配達人、弓川チョップソンの闘いを描く。2009年（平成21年）いっぱいで終了。
テクニカルアホになります
テクニカルターム系コーナー。世界のナベアツのネタである「3の倍数と3が付く数字のときだけアホになります」をアレンジして、自分が知っている知識でアホになったり、気持ちよくなったりしてもらうコーナー。
全力劇場
パーソナリティに全力で演じてもらいたい台本をリスナーが送り、それをパーソナリティが全力をもって演じる。同様に、これを告知コーナーで行う「全力告知」というバリエーションもある。
僕の友達を紹介します
リスナーから友達の名前を書いてもらい、その名前を紹介するだけのコーナー。ルールではないが、友達の名前はあだ名ではなく本名で書いてもらったり、その友達との関係、特技、近況などを一言添えてもらったりすることもある。
エロ回文
エロい回文を送ってもらうコーナー。回文の前に、そこに至るまでのストーリーを書くのが通例。その結果、回文そのものは特にエロくない場合も多々ある。
ワンクリッカー崇
ポヨンチョポンポン、チョップソンの流れをくむコーナー。Amazon.co.jpへの1-Click注文で敵を倒すワンクリッカー、崇（たかし）の闘いを描く。
ハリウッドブレブレリメイク
「日本の作品がハリウッドで映画化されたので観に行ったが、ストーリーなどがこんなにブレていた！」という体験談を送ってもらうコーナー。題材となる作品は、古典落語からジブリ作品まで幅広い。
全方位なぞかけ
通常のなぞかけが「○○とかけて××と解く。その心は□□」という形式であるのに対し、「○○とかけて××と解く。その心は、一方は□□で、もう一方は△△」のような形式となっており、共通点を出すことが求められていない。ただし、「○○」の部分にあたるお題は毎回指定される。
おじさんのコーナー
街で見かけた○○なおじさんを紹介するコーナー。元はPOAROライブの打ち上げにて伊福部が「そうです、私がお腹がいっぱいおじさんです」と発言したのがきっかけ。
似た女のコーナー
ポアロのトークから生まれたコーナー。○○に似た女を見たというだけのコーナー。
ハムカツ太郎のハムカチックナイト
懐かしのコーナー復活に伴い復活したコーナー。とてもハムカチックな内容を送るだけのコーナーである。伊福部曰く「あと何分史上、最高に面白くて最高につまんないコーナー」。
ニセコイダービー
当時週刊少年ジャンプ連載中であった『ニセコイ』の展開を予想するコーナー。予想結果はニセコイ博士こと妹尾がオッズをジャッジする。

## 番組テーマソング

### オープニング
- NEW-TYPE（第1回 - 第68回）（歌: ポアロ、作詞: 伊福部崇、作曲: 鷲崎健 、編曲: 剣持満）
- Air♡check!（第69回 - 第125回）（歌: ポアロ、作詞: 伊福部崇、作曲: 鷲崎健 、編曲: 杉浦"ラフィン"誠一郎）
- ずらずら・ロックンロール（第126回 - 第140回）（歌: ポアロ、作詞: 伊福部崇、作曲: 鷲崎健 、編曲: 杉浦"ラフィン"誠一郎）
- 答え続ける旅人2005（第141回 - 第199回）（歌: ポアロ、作詞: 伊福部崇、作曲: 鷲崎健 、編曲: 杉浦"ラフィン"誠一郎）
- SALABONA NIGHT （第200回 - 第230回）（歌: ポアロ、作詞: 伊福部崇、作曲: 鷲崎健 、編曲: 杉浦"ラフィン"誠一郎）
- 萌えてたまるか!（第231回 - 第308回）（歌: ポアロ、作詞: 伊福部崇、作曲: 鷲崎健 、編曲: 杉浦"ラフィン"誠一郎）
- プライド オブ アンダーグラウンド（第309回 - 第500回）（歌: ポアロfeat.大槻ケンヂ、作詞: 大槻ケンヂ、作曲: 大槻ケンヂ、編曲: 水上裕規）
- Half Of One（第501回 - 最終回）（歌：ポアロ、作詞・作曲・編曲：RAM RIDER）

### エンディング
- Roll Over 大河原（第1回 - 第68回）（歌: ポアロ、作詞・作曲: 鷲崎健、編曲: 剣持満）
- BALSE（第69回 - 第105回）（歌: ポアロ、作詞: 伊福部崇、作曲: 鷲崎健 、編曲: 土谷知幸）
- MUSIC (portable disco radio edit)（第106回 - 第125回）（歌: RAM RIDER、作詞・作曲・編曲: RAM RIDER）
- おもちゃやめぐり（第126回 - 第199回）（歌: ポアロ、作詞: 大槻ケンヂ、作曲: 本城聡章・大槻ケンヂ・太田明・内田雄一郎・橘高文彦、編曲: 剣持満）
- スイッチ（第200回 - 第230回）（歌: ポアロ、作詞: 伊福部崇、作曲: 鷲崎健 、編曲: 杉浦"ラフィン"誠一郎）
- PSP～Personal Space in Pocket～（第231回 - 第309回）（歌: ポアロ、作詞: 伊福部崇、作曲: 鷲崎健 、編曲: 杉浦"ラフィン"誠一郎）
- Super Girl（第310回 - 第316回）（歌: ポアロ、作詞・作曲: 岡村靖幸、編曲: 杉浦"ラフィン"誠一郎）
- 君にかりたギター（第317回 - 第319回、第321回 - 第329回）（歌: 吉田ぽあ郎、作詞: 吉田新太、作曲・ギター: 吉田まにあーな、パーカッション: 吉田春菊）
- singin' in the darling（終わりのテーマ）（第320回）（歌: 青木佑磨、作詞・作曲: 青木佑磨、編曲: 内田稔）
- What a Wonderful Everyday!!（第330回 - 最終回）（歌: ポアロ、作詞: 伊福部崇、作曲: 鷲崎健 、編曲: 杉浦"ラフィン"誠一郎）

## Podcast
2006年（平成18年）2月15日から放送局である「すときゃ!」でポッドキャスト配信が開始され、『ポアロのあと何分あるの?』は本編の生放送とは違うポッドキャストオリジナルの放送を行っていた。主に生放送直前に収録しているが、稀に番組終了後に収録することもある。また、2006年7月4日の更新分では翌日にレコーディングを控えており早めに帰りたいという理由で、生放送中の曲中にPodcastのトーク部分を携帯電話を使用して録音した。BBstation移行後は配信が終了している。

## ハプニング
番組中断
2004年（平成16年）6月7日、2005年（平成17年）11月14日、2006年（平成18年）5月15日の放送は機材トラブルで番組が中断し、どちらも復旧後に番組終了時間を30分延長するという措置をとった。2006年（平成18年）9月4日の放送でも機材トラブルが発生したがすぐに復旧し放送終了時間を10分延長した。
2006年（平成18年）9月25日の放送においても機材トラブルが発生し放送時間が22:20 - 24:20という20分遅れの放送をした。
2008年（平成20年）3月31日の放送においても機材トラブルが発生し放送時間が22:30 - 24:30という30分遅れの放送をした。
2011年（平成23年）7月18日の放送10分前に株式会社キャビネットがあるビルの火災報知機が作動し放送時間が9分遅れて放送開始した。
延長戦
あと何分あるの?はたびたび番組延長が行われる。放送○回記念などの特別放送については#記念企画を参照。
2003年（平成15年）2月23日の放送 トークだけで2時間費してしまい、話が完結されないまま時間になってしまったため急遽30分の延長になった。
2005年（平成17年）5月24日の放送 ファンの人からの差し入れを食べながら酒を飲む放送をした。
2005年（平成17年）8月22日の放送 番組スタッフ吉鶴が芸人志望をやめ、養成所に入るために貯金していた5万円を使ってうまいものを食べる放送をした。何故かタイトルがつけられており、タイトル名は「ポアロの全国うまいもの祭り」。
2009年（平成21年）9月7日の放送 食三マンション（後述）からの放送。22 - 24時には食三法の振り返りを行い、24時をもって食三法の仮施行が終了したため、それを祝って仮施行中には食べられないさまざまな料理が出され、正式被験者でパーティーを行った。放送は翌8日の1時まで延長されている。
2009年（平成21年）9月28日の放送 番組冒頭で、伊福部が「3年近く付き合っていた彼女に振られた」と自身の失恋を報告し、無期限の延長放送を宣言。失恋と、その後数日間に起こった出来事を詳細に時系列で説明し、今回の失恋に関する質問メールを受け付けそれに答えたほか、特別コーナーとして「失恋川柳」を募集。また、ゲストとして関智一が登場していたが、自身の告知のためであり、延長放送とは無関係であったが、番組開始からしばらくはフリートークに参加していた。最終的に翌29日の4:35頃まで延長された。
番組に遅刻
2008年（平成20年）11月17日の放送では、伊福部が仕事の都合で番組開始に間に合わない事態となった。そこで、悪ふざけで当日手伝いに来ていた青木佑磨をブースの中に入れ、そのまま「青木佑磨のあと何分あるの?」として番組を開始させた。伊福部が到着するまでの数分間、青木は一人しゃべりをさせられる羽目になった。
音声トラブル
2010年（平成22年）11月1日の放送は音声機器の不具合により、番組冒頭から終了まで2時間音声が無い放送となった。映像のみの配信となり、サイレント大喜利なるものが行われた。実際には番組途中から音声は復旧されていたが、最後まで無音で放送された。この回のアーカイブも無音となっている。
2012年（平成24年）3月12日番組終了間際に突如、音声が切れ無音となった。原因は、スタッフである妹尾が足下にあったスイッチを踏んでしまったという物。その後、妹尾は謝罪を行った。

## エトセトラ
ポアロのトーク中に出てくる言葉について述べる。
伊福部ってバツイチだったんだニヤニヤ
2ちゃんねるのスレッドに書き込まれた内容をもじったネタがポアロBBS内で大流行したが、訳がわからないという理由で終了宣言をした。
ゴリラ
鷲崎がコーナー終了後に大声でシャウトをした言葉。これがポアロやリスナーのツボに入ってしまい翌週のポアロBBSで大流行したが突然終了宣言。「シャウト! 鷲崎」に継承された。その後、「ゴリラ」という言葉はジングルに使われている。
メッサモポリス
伊福部がケツメイシのアルバム「ケツノポリス」を反対から読んだときに発した言葉。これもゴリラと同時期にポアロBBSで大流行したが自然消滅した。こちらもジングルに使われている。
ヒムラマン
当時、伊福部への脅迫メールが執拗なまでに送られていたらしく、メールアドレスを変更しようと考えていたとき、急に番組開始当初のメールアドレスが使えなくなってしまい、急遽設置されたメールアドレス。結局、最終回まで himuramanという単語を含んだメールアドレスを使用していたが、新規のリスナーから「ヒムラマンって何ですか?」という内容のメールが来ることも少なくない。ヒムラマンはバナナマンとバナナマンの日村と合わせたいわゆる造語みたいなもので、ヒムラマンという名称を考案したのは番組初期に構成作家をしていたミラッキとされている。メールアドレスの変更があった時期は丁度、前述の「行列の出来るポアロ裁判所」で空前の日村ブームが起きたことも影響されている（候補としてhimurasanもあったが取られていた）。
ニッシン
番組初期伊福部が意味もなく何度も言っていた言葉。特に元番組スタッフのミラッキが気に入っているようであった。また「 ニッシンのちょっといいこと見てみたい。 」という名言がある。
アナルから広がるエンターテイメント
2004年（平成16年）1月3日放送の総集編SPにおいての、番組スタッフミラッキの発言。ポアロの下ネタトークをうまく表現した言葉である。
センス!
あまりにも普通なネタが投稿されたり（ゲストへの質問等）する場合に使われる言葉。主に投稿者を馬鹿にするときに使う言葉である。
松本君
本番組のリスナー。RAM RIDERと共に出演、自分位置を把握したキャラクターやお母さん大好きキャラクターはリスナーに深い印象をつける。
声優ネタ
安易に声優などをネタにしてメールを送るのはご法度となっている。このようなメールが送られた場合には番組内で「こういうのは送らないでくださいね」などと注意を促している。だが、ネタ自体が面白ければ特に何にも言われないので注意が必要である。
駄洒落
一時期、生放送中にポアロのトーク中に出た単語を使った駄洒落をメールしてもらうことが恒例となっていたが、伊福部の「駄洒落いらなくねぇ?」という発言により駄洒落メールが読まれることが稀になっている。
ブログに書け!
復活!電波歌にてとある投稿者によるただ日常を描いた電波歌に対して、伊福部が言った言葉。
食材三品目法
通称・食三法。ポアロと番組スタッフ、ハガキ職人を「正式被験者」とし、2007年（平成19年）から仮施行が行われている法案。2015年より本施行される予定、とされている。番組内では、前述の「食材三品目法特別対策委員会」のコーナーで取り扱われる。仮施行期間中は、自分が選択した3品目の食材以外は食すことが出来ず（米・パンなどの主食類、無果汁の飲料などは自由）、違反の点数が重なると、選択した食材を1点取り上げられる（「食停」）など、細かいルールが「国の人」（後述）によって定められている。仮施行は夏、もしくは秋に（2007年（平成19年） - 2008年（平成20年）は7月、2009年（平成21年）は9月）1週間行われ、正式被験者は食べた食材をブログ（食材三品目法'07・仮施行ブログ・'08・'09）で逐一報告することとなる。2008年（平成20年）からはウィークリーマンションを借り、被験者を集め、「食三マンション」として1週間を過ごしている。その食三マンションの模様は24時間ストリーミング配信で生中継されていた。正式被験者に選ばれずとも、食事報告のためのブログを各自で作成することによって、一般被験者として参加することも出来る。

## 番組スタッフ
吉鶴
吉鶴は本名ではない（吉鶴憲治からか）。もともとはラジオディレクター志望で1スタッフとして番組に参加していたが、いつの間にかイジられキャラクターに。ラジオディレクターの道を諦めた後、芸人を志していたもののこの道も諦めた（相当芸人になりたかったらしく、八木たかお（後述）に居酒屋で泣きついた、という話をポアロの2人に暴露された）。そのあと番組になんとなくいる人になっていた。ポアロの口車に乗せられポニーを探しに岡山県新見市に行ったことがある（当時、観光目的が育てられたポニーが野生化をしたことが話題になったため）。ポアロのイジりは度を越して単なるいじめに見えるという声も少なくない（このことに関しては2006年（平成18年）3月14日のPodcastでポアロが「いじめではない、本当にいじめている時は吉鶴君を完全無視をしている」という趣旨の発言をしている）リアクションが面白いのでイジられている。ちょくちょく乳首をイジられる。また、一部の客に嫌われているらしく、ある日のポアロライブで鷲崎が「今日は吉鶴君は出演しません！」と宣言したところ大拍手が起こった。
2006年（平成18年）から急激に問題行動が多くなっており、その問題行動の数々に伊福部からも強い口調で「変わってください」といわれるがまったく変わっていなかった。以下がその一例。
- 引越しすることになり、リスナーから送られてきたメールで引っ越し祝いを決める、という企画で、卓球台がプレゼントされることになったが、家賃滞納という理由により大家さんから差し押さえられる。後述の50インチブラウン管テレビを、金欠のため元の持ち主であった日比野に5000円貰い50インチのブラウン管テレビを貰うが、アルバイト先の先輩にあげてしまう。ポアロの2人はそのテレビを見ていない。
- 伊福部が入手困難であったダイナマイト関西オープントーナメント大会決勝のチケットを取り、吉鶴と一緒に見に行こうとしたが、吉鶴が時間つぶしで入ったパチンコ屋で確変が入ってしまい、開演ギリギリまで伊福部を待たせる。
- 2006年（平成18年）8月28日の放送では、海外旅行に吉鶴が同行するか否かを決める5番勝負の企画をバラしてしまう（前述の「200回放送は海外でやる」と同じようなことを2度繰り返したことになる）。さらに、その日に行われた2006年（平成18年）9月3日の放送分の収録では、最終対決の「電話相手にキーワードを言わせる対決」で普通だったらバラさないところその趣旨を電話相手にバラし、尚且つそのリスナーがキーワードを言えなかったことによって、いかにもその電話相手がスベっている感が否めないという最悪の場面を作る。
- 伊福部の引越しを手伝うため、引越し料金をもらったが急にドタキャンをし、そのお金を借金の返済に使う。ドタキャンの理由は「実家に帰る」という理由だったが、実際は使ってしまったお金を稼ぐためアルバイトを入れていた。

その後は消息不明状態が続き、2008年（平成20年）5月5日放送分（第289回）で職務質問をされたらしく、吉鶴を職務質問した警察から伊福部に電話が入ったという事件があった。その真相をライブで聴こうと吉鶴をライブに出演させようとしたが、そのライブにドタキャンをしたため、番組上では「吉鶴は死んだ」という見解がなされていた。しかし、後日伊福部に借りっぱなしになっていたチェキが伊福部宅の宅配ボックスに返却されており、生存が確認される。それからは再び消息不明となっていたが、2009年（平成21年）7月20日放送分の350回放送記念スペシャルで、スペシャルメッセージを寄せる形で久々に番組に登場した。伊福部はそのときに吉鶴と再会しているが、そのときの様子については「番組終了後スタッフなどには経緯を話しますが、面白くないので放送やライブでは一切言いません」と宣言している。2011年（平成23年）6月3日放送分にて、パチンコ依存症で自己破産し、更生施設に入っている事が明かされた。後に一人暮らしを始めていると伝えられた。さらに最終回において、就職を報告し、店長職に就く事が決まっていることも明かしている。
日比野
元・番組ディレクター（2010年（平成22年）10月25日放送分まで）。歌う告知コーナーでも活躍していた。ポアロ曰く2005年（平成17年）に出来た唯一の友達。ポアロの悪乗りで50インチのブラウン管テレビを引越し記念としてプレゼントされるが5000円払い吉鶴のものになる。収録で行われた2006年（平成18年）9月4日の放送では誤って編集前のファイルを送信してしまい。曲が流れるところが無音だったり、放送終了時間に強制的にフェイドアウトする形で終わったりするなど生放送で聞いていたリスナーを困惑させた。2006年（平成18年）9月7日のロサンゼルスからの生放送でポアロが釈明をし無事その日のうちに編集されたファイルに入れ替えられた。かなりの暑がりらしく冬でも半袖である。また、無類の甘い物好きであり、濃い味（脂っこいもの）好きであり茶碗一杯のご飯に対してふりかけを5袋かけるなどあまりの味覚からポアロから「早死にする」と言われている。
その後も食生活に変化はなく、またBMIでは完全に「肥満」の範疇であるにもかかわらず、太っていることを頑として認めなかった。そのため、ポアロの提案で1ヶ月で5kg減量を目標に、目標に達しなかった場合は目標分の数値の不足分の距離を1kg=1kmとしてマラソンで補い、逆に目標の数値を達しそれ以上に減った場合は目標数値から減った分の距離をポアロがマラソンで補うという企画が行われた。日々野はその後5.5kgの減量に成功し、ポアロが500m走るという結果になったが、翌週には体重がだいぶ戻っていた。
北迫
キックの人。他番組では伊福部とタッグを組み、ディレクターを担当している。
ミラッキ
元・番組構成作家。「ドカベンアイランド」パーソナリティ。ときどき腹の立つ台本を書いてくることがある。番組開始当初から番組に参加し、途中一時離脱していたが、その後復帰。しかし2006年（平成18年）11月6日の放送をもって再度離脱が発表され、メッセージとして「シャウト鷲崎は残してほしい」という言葉を残した。今でも「シャウト鷲崎は名コーナーだ」という主張をしている。『伊集院光 深夜の馬鹿力』の有名ハガキ職人だった「ペンネーム・大村彩子」でもある。
青山
番組スタッフ。いつの間にかポスト吉鶴の位置に立つことになる。本人はかなりこの位置を嫌がっている。ポアロいわく、オーガニックカフェに就職をしたため番組には出ていない。
八木たかお
時々現れる人。『八木たかおのザ・ニュータイプナイト』パーソナリティ。番組の構成もしてるように見受けられるが、どこまでかかわっているかは不明。吉鶴いじりには進んで参加する。翌日の朝の番組の構成台本書きがあるにもかかわらず番組に参加している。
お手てつないで
番組リスナーであったが、ポアロとの古くからの交流もあり、「食材三品目法」の仮施行が行われる夏場にはルール制定係（「国の人」）として毎週出演していた。2008年（平成20年）後半ごろからは、左右に座るポアロ2人の間が定位置となり、メール選別やトークの補足など、構成作家のような仕事もこなしている。

## ゲスト
RAM RIDER
（第8回　2003年（平成15年）1月3日、第398回　2010年（平成22年）7月5日、第490回　2012年（平成24年）4月16日）
本番組のリスナー。2003年（平成15年）1月3日の放送の総集編SPではリスナー代表として出演し、リスナー代表という名に恥じない活躍をした。リスナーだったことがきっかけでのちにポアロに2ndアルバムの一部の楽曲を編曲する。2010年（平成22年）7月5日には久々にゲストとして登場。さらに、2012年（平成24年）4月16日には、再びアルバムを持って登場。
斉藤K、おたっきぃ佐々木
（第31回　2003年（平成15年）6月14日）
鷲崎が榎本温子のバスツアーに参加するという理由で欠席した際に、代理でパーソナリティーを担当。当時斉藤Kがやっていたラジオ番組でポアロの悪口を言ったことについての弁明をした。そのあとの特別企画でやったクイズ大会をきっかけに仲良くなり、初の公開生放送ではゲストとして出演した。
諏訪勝
（第82回　2004年（平成16年）6月7日）
鷲崎が同窓会に出るという理由で番組を欠席した際に、代理でパーソナリティーを担当。モテるために余念がないことを番組中にカミングアウトする。
あおなぎ
（第135回　2005年（平成17年）6月13日）
あおらじ〜髪の健康百科〜（現：あおらじ）のパーソナリティ。吉鶴の髪を丸坊主にする罰ゲーム執行者として出演した。
お手てつないで
（第144回　2005年（平成17年）8月15日）
本番組の当時のリスナー。
山本麻里安
（第146回　2005年（平成17年）8月29日、第257回　2007年（平成19年）10月8日）
アルバム宣伝のためにゲスト出演した。
Kisty
（第177回　2006年（平成18年）4月3日）
1,500枚売らないと解散という厳しい条件に必死になったのか、伊福部に「火傷をしますよ」と警告されながらもゲスト出演した。その後もポアロが出演するイベントに何度か出演したがポアロのファン層違いを懸念したポアロが露骨に嫌がったことや、ゲスト出演したライブのことをKisty自身のラジオ番組で一切話さなかったことなどから、あまりいい印象はなかったがライブでは予想以上の活躍をした。
榎本温子
（第238回　2007年（平成19年）5月28日）
佐藤有世
（第261回　2007年（平成19年）11月5日）
鷲崎が欠席したため代理パーソリティーを担当。
榎本温子、山本麻里安
（第267回　2007年（平成19年）12月17日）
菊タロー
（第299回　2008年（平成20年）7月28日）
アキバプロレス旗揚げ公演の宣伝のために出演。
大槻ケンヂ
（第300回　2008年（平成20年）8月4日）
300回記念で「プライドオブアンダーグラウンド」を作ってもらったため。300回の放送の前に収録された3人のトークコーナーが301回から数週間にわたり放送された。
青木佑磨
（第315回　2008年（平成20年）11月17日、第320回　2008年（平成20年）12月22日）
POAROのマンスリーライブに観客として来ていたところ、「偽鷲崎」としてステージに上げられたことをきっかけにミュージシャンとして活動するようになる。番組では、2008年（平成20年）11月17日の放送で、伊福部が遅刻したため、急遽番組開始から数分間「青木佑磨のあと何分あるの?」と題し、一人しゃべりをさせられたり、2008年（平成20年）12月22日の放送に「吉鶴サンタ」として出演するなど、たびたび登場している。
つぶやきシロー
（第330回　2009年（平成21年）3月2日）
POAROの5thアルバム「NO NEGATIVE, NO LIFE.」のジャケットに参加の縁。
杉浦"ラフィン"誠一郎
（第330回　2009年（平成21年）3月2日）
同じく「NO NEGATIVE, NO LIFE.」のアレンジャー。
関智一
（第360回　2009年（平成21年）9月28日）
青木瑠璃子
（第382回　2010年（平成22年）3月1日）
アトミックモンキー所属の声優。2010年（平成22年）3月1日からの新番組『大喜利四賢者の「オレたちしんけんじゃ!」』の宣伝を兼ねて出演。
THE GEESE
（第399回　2010年（平成22年）7月12日）
2010年（平成22年）5月24日に行われたD関無双でPOAROの二人と一緒にイベント参加したのがきっかけ。文化放送の共通の知り合いを介して当番組に出演することになった。のち、7月19日の大喜利実力判定考査を観覧した。
ジェロ
（第434回　2011年（平成23年）3月14日）
本番組のリスナーでありポアロの友達。人と話すことが極端に苦手でありそれを面白がり不定期に「ジェロの部屋」というコーナーが行われるほど。ちなみに本番組のコーナー「テクニカルアホになります」は彼が発案したネタをベースにコーナー化にしたものである。
青木瑠璃子
（第519回　2012年（平成24年）11月5日）
大喜利電撃スニーカーの告知のため。
鷲崎が前半参加出来なかったため、鷲崎が来るまで大喜利四賢者も含めてラノベ大喜利を行った。
木村昴
（第554回　2013年（平成25年）7月22日）
七瀬亜深
（第572回　2013年（平成25年）11月25日）
「亜深・瑠璃子のあと30分あるよ!」の公開録音の告知やイベント内容の企画会議を行った。青木瑠璃子も電話で参加した。
向清太朗
（第573回　2013年（平成25年）12月2日、第591回　2014年（平成26年）4月7日、第635回　2015年（平成27年）2月16日）
お手てつないで、イギリス超特急、哲ひと、妹尾
（第577回　2013年（平成25年）12月30日）
年末回で、みんなで鍋をつついた。
佐藤満春
（第594回　2014年（平成26年）4月28日）
エルシャラカーニ
（第595回　2014年（平成26年）5月5日）
五條真由美、榎本温子、うちやえゆか
（第599回　2014年（平成26年）6月2日）
エルシャラカーニ、佐藤満春、向清太朗、アニポップ春日、その他
（第600回　2014年（平成26年）6月9日）
600回記念企画の「放送600回記念！10万円あげるから面白いフリートークを作って一番面白かった人にはもう10万円あげます企画」のトーク参加者。
小林洋平
（第673回　2015年（平成27年）11月9日）
現場を見学に来ていたが、話の流れからスタジオに入ることになり、番組終了までゲスト出演した。

## 後継番組
- 伊福部・向のラジオ☆スターダストボーイズ - 伊福部崇がパーソナリティを務める
- 鷲崎健のヨルナイト×ヨルナイト - 鷲崎健がパーソナリティを務める